# Maria Laura Annibali
Maria Laura Annibali (Roma, 21 settembre 1944) è un'attivista italiana.
Il suo impegno sociale abbraccia soprattutto la causa del movimento LGBT e nel 2014 è divenuta Presidente dell’associazione di promozione sociale, senza scopo di lucro, Di' Gay Project, succedendo a Imma Battaglia, fondatrice dell'associazione stessa. Molteplici sono state le battaglie civili intraprese per la parità di genere, nell'esercizio delle sue funzioni di presidente del Di' Gay Project. La più importante è stata suggellata dalla manifestazione nazionale del 5 marzo 2016 "Ora dritti alla meta!" che ha contribuito al via libera definitivo della legge Cirinna' del 20 maggio 2016. Per via del suo ruolo istituzionale, fu tra le prime firmatarie e praticanti della legge sulle unioni civili. 

## Biografia
Laureata in Scienze Politiche all’Università degli Studi di Roma "La Sapienza” di Roma, è divenuta funzionaria direttiva al Ministero delle finanze, ruolo ricoperto sino alla pensione.
Ha esercitato per due mandati il ruolo di Garante della Consulta Femminile per le Pari Opportunità della Regione Lazio. Nel mondo artistico si è espressa come documentarista e sceneggiatrice di soggetti relativi al suo impegno sociale per la parità fra i generi. 
Il primo dei suoi documentari LGBT (L'altra altra metà del cielo) è stato proiettato al 20º Festival international du film lesbien et féministe de Paris, selezionato al 24° Torino Gay & Lesbian Film Festival, poi al 23º Festival di Cinema Gay Lesbico & Queer Culture di Milano, ma anche inserito nel programma del Pride nazionale di Genova nell'estate 2009.

## Premi e riconoscimenti
- Premio speciale alla cultura Photofestival di Anzio per l'opera "Attraverso le pieghe del tempo" (2017).[9]
- Riconoscimento come sceneggiatrice al Omovies Film Festival (2019).[10]

## Opere
- Maria Laura Annibali, L'altra altra metà del cielo, 2009.
- Maria Laura Annibali. L'altra altra metà del cielo...Continua, 2014.
- Maria Laura Annibali, L'altra altra metà del cielo, Donne, docufilm, 2019.[11][12]
- Maria Laura Annibali, Donne da Sfogliare, biografia, Le Mezzelane, 2020.